# نايلون
| نيلون 6,6               | نيلون 6,6                                               |  |
| ----------------------- | ------------------------------------------------------- |  |
| الكثافة                 | 1.15 غرام / سم 3                                        |  |
| الموصلية الكهربائية (σ) | 10 −12 متر / ثانية                                      |  |
| نقطة الانصهار           | 463-624 كلفن 190 - 350 درجة مئوية 374-663 درجة فهرنهايت |  |

النَيْلُونُ (بالإنجليزية: Nylon) هو تسمية عامة لعائلة من البوليمرات الاصطناعية المكونة من متعدد الأميدات (وحدات متكررة مرتبطة بوصلات أميد). النيلون مادة حريرية لدن بالحرارة  يمكن صهرها وتحويلها إلى ألياف أو أغشية أو أشكال. :2 يمكن خلط بوليمرات النيلون بمجموعة متنوعة من المواد المضافة لتحقيق العديد من الاختلافات في الخصائص المختلفة. وجدت بوليمرات النيلون تطبيقات تجارية مهمة في النسيج والألياف (الملابس والأرضيات وتقوية المطاط) وفي الأشكال (الأجزاء المقولبة للسيارات والمعدات الكهربائية، وما إلى ذلك) وفي الأفلام (غالبًا لتغليف المواد الغذائية).
كان النيلون أول بوليمر صناعي متلدن حراريًا ناجح تجاريًا. بدأت دوبونت مشروعها البحثي في عام 1927. تم تصنيع المثال الأول من النيلون (النيلون 6,6) باستخدام ثنائي أمين في 28 فبراير 1935 بواسطة والاس هيوم كاروثرز في منشأة أبحاث دوبونت في محطة دوبونت التجريبية. رداً على عمل كاروثرز طور بول شلاك في إي جيه فاربن مادة النيلون 6 وهو جزيء مختلف يعتمد على الكابرولاكتام في 29 يناير 1938.:10
تم استخدام النيلون لأول مرة تجاريا في تشكيل شعيرات - مصنوعة من النيلون لفرشاة أسنان في عام 1938  وتلا ذلك استخدام أكثر شهير في تصنيع الجوارب النسائية أو ما عرف وقتها «بالنيلون» والتي عرضت في معرض نيويورك الدولي في عام 1939 حيث تم بيعه تجاريا في عام 1940 لأول مرة  وحقق نجاحًا تجاريًا فوريًا حيث تم بيع 64 مليون زوج من هذه الجوارب النسائية خلال عامهم الأول في السوق. خلال الحرب العالمية الثانية تم تحويل كل إنتاج النيلون تقريبا للجيش لاستخدامها في المظلات وحبال المظلة. أدت استخدامات النيلون والبلاستيك الأخرى في زمن الحرب إلى زيادة سوق المواد الجديدة بشكل كبير.

## التاريخ

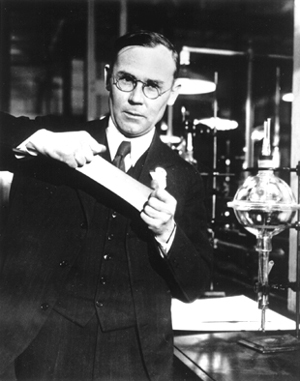
والاس كاروثرز

### دوبونتواختراع النيلون
أنتجت شركة دوبونت التي أسسها إليوثيرا إيرين دو بونت البارود أولاً ثم أنتجت لاحقًا الدهانات القائمة على السليلوز. بعد الحرب العالمية الأولى أنتجت شركة دوبونت الأمونيا الاصطناعية والمواد الكيميائية الأخرى. بدأت شركة دوبونت بتجربة تطوير الألياف القائمة على السليلوز وفي النهاية أنتجت حرير الألياف الاصطناعية. كانت تجربة دوبونت مع الحرير الصناعي مقدمة مهمة لتطوير وتسويق النيلون. :8,64,236
امتد اختراع دوبونت للنيلون لمدة 11 عامًا بدءًا من برنامج البحث الأولي في البوليمرات في عام 1927 إلى الإعلان عنه في عام 1938 قبل وقت قصير من افتتاح معرض نيويورك العالمي عام 1939. نما المشروع من هيكل تنظيمي جديد في دوبونت اقترحه تشارلز ستاين في عام 1927 حيث سيتألف القسم الكيميائي من عدة فرق بحثية صغيرة تركز على «البحث الرائد» في الكيمياء و «تؤدي إلى تطبيقات عملية».:92 تم التعاقد مع مدرس هارفارد والاس هيوم كاروثرز لتوجيه مجموعة أبحاث البوليمر. في البداية سُمح له بالتركيز على الأبحاث البحتة والبناء على نظريات الكيميائي الألماني هيرمان ستودينجر واختبارها. لقد كان ناجحًا للغاية حيث أدى البحث الذي أجراه إلى تحسين المعرفة بالبوليمرات بشكل كبير وساهم في تطوير العلوم.
في ربيع عام 1930 كان كاروثرز وفريقه قد صنعوا بالفعل بوليمرين جديدين. أحدهما كان النيوبرين وهو مطاط صناعي استخدم بشكل كبير خلال الحرب العالمية الثانية. كان الخر عبارة عن معجون أبيض مرن ولكنه قوي أصبح فيما بعد النيلون. بعدآ هذه الاكتشافات قام فريق كاروثرز بتحويل أبحاثه من نهج بحثي أكثر نقاءً يبحث في البلمرة العامة إلى هدف أكثر تركيزًا من الناحية العملية في محاولة لإيجاد «توليفة كيميائية واحدة من شأنها أن تكون صالحة للاستخدام في التطبيقات الصناعية».:94
لم يتم إنتاج بوليمر يسمى «البوليمر 6-6» إلا في بداية عام 1935. استخدم جوليان هيل وهو زميل عمل كاروثرز وخريج جامعة واشنطن طريقة التصنيع المعروفة باسم السحب البارد لإنتاج البوليستر في عام 1930. تم استخدام طريقة السحب البارد هذه لاحقًا بواسطة كاروثرز في عام 1935 لتطوير النيلون بالكامل. تم إنتاج المثال الأول من النيلون (وهو المعروف باسم النيلون 6-6) في 28 فبراير 1935 في منشأة أبحاث دوبونت في محطة دوبونت التجريبية. كان النيلون 6-6 يمتلك كل الخصائص المرغوبة من المرونة والقوة. ومع ذلك فقد تطلب أيضًا عملية تصنيع معقدة من شأنها أن تصبح أساس الإنتاج الصناعي في المستقبل. حصلت شركة دوبونت على براءة اختراع للبوليمر في سبتمبر 1938  وسرعان ما حققت احتكارًا على ليف النيلون. توفي كاروثرز قبل 16 شهرًا من الإعلان عن النيلون حيث لم يتمكن من رؤية نجاحه.
تطلب إنتاج النيلون تعاونًا بين الأقسام الثلاثة في دوبونت: قسم البحوث الكيميائية وقسم الأمونيا وقسم الرايون. كان لابد من إنتاج بعض المكونات الرئيسية للنيلون باستخدام كيمياء الضغط العالي وهو مجال الخبرة الرئيسي لقسم الأمونيا. كان النيلون يعتبر «هبة من السماء لقسم الأمونيا»  الذي كان يعاني من صعوبات مالية. سرعان ما شكلت مفاعلات النيلون نصف مبيعات قسم الأمونيا وساعدتهم على الخروج من فترة الكساد الكبير من خلال خلق فرص عمل وإيرادات في شركة دوبونت.
أظهر مشروع النيلون الخاص بشركة دوبونت أهمية الهندسة الكيميائية في الصناعة وساعد في خلق فرص العمل وعزز من تقدم تقنيات الهندسة الكيميائية. في الواقع طورت مصنعًا كيميائيًا وفر 1800 وظيفة واستخدم أحدث التقنيات في ذلك الوقت والتي لا تزال تستخدم كنموذج للمصانع الكيماوية اليوم. إن القدرة على اكتساب عدد كبير من الكيميائيين والمهندسين بسرعة كان أمرا مساهما بشكل كبير في نجاح مشروع دوبونت للنيلون.:100–101 يقع أول مصنع للنيلون في سيفورد بولاية ديلاوير وبدأ الإنتاج التجاري في 15 ديسمبر 1939. في 26 أكتوبر 1995 تم تصنيف مصنع سيفورد كمعلم كيميائي تاريخي وطني من قبل الجمعية الكيميائية الأمريكية.

### استراتيجيات التسويق المبكرة
جزء مهم من شعبية النيلون ينبع من إستراتيجية التسويق لشركة دوبونت. روجت شركة دوبونت للألياف لزيادة الطلب قبل أن يكون المنتج متاحًا للسوق العام. حدث الإعلان التجاري للنيلون في 27 أكتوبر 1938 في «منتدى المشاكل الحالية» السنوي للجلس الختامية للهيرالد تريبيون على موقع مقارب لمعرض عالم مدينة نيويورك.:141 استقبل الجمهور بحماس «أول ألياف نسيجية عضوية من صنع الإنسان» مشتقة من «الفحم والماء والهواء» ووُعدت بأن تكون «قوية مثل الفولاذ وبجودة شبكة العنكبوت» وكان من بين الجمهور العديد من نساء الطبقة المتوسطة وتصدر هذا الخبر العناوين في معظم الصحف.:141 تم تقديم النيلون كجزء من «عالم الغد» في معرض عالم مدينة نيويورك عام 1939  وتم عرضه في «عالم الكيمياء العجيب» لدوبونت في معرض البوابة الذهبية الدولي في سان فرانسيسكو عام 1939. لم يتم شحن جوارب النيلون الفعلية إلى متاجر مختارة في السوق الوطنية حتى 15 مايو 1940. ومع ذلك تم طرح عدد محدود منها للبيع في ولاية ديلاوير قبل ذلك.:145–146 حدث أول بيع علني لجوارب النيلون في 24 أكتوبر 1939 في ويلمنجتون بولاية ديلاوير. تم توفير 4000 زوج من الجوارب تم بيعها جميعًا في غضون ثلاث ساعات.
ومن المزايا الإضافية الأخرى للحملة أنها تعني تقليل واردات الحرير من اليابان وهي حجة كسبت الكثير من العملاء القلقين. حتى أن حكومة الرئيس روزفلت ذكرت النيلون وتناولت «إمكانياته الاقتصادية الواسعة والمثيرة للاهتمام» بعد خمسة أيام من الإعلان الرسمي عن المادة.
ومع ذلك فإن الإثارة المبكرة حول النيلون تسببت أيضًا في مشاكل. لقد غذى التوقعات غير المعقولة بأن النيلون سيكون أفضل من الحرير وهو نسيج معجزة قوي مثل الفولاذ ويدوم إلى الأبد ولن ينفذ أبدًا.:145–147 إدراكًا لخطر الادعاءات مثل «الجوارب الجديدة قوية كالصلب» و «لا مزيد من التشغيل» قامت قلصت دوبونت شروط الإعلان الأصلي خاصة تلك التي تنص على أن النيلون يمتلك قوة الفولاذ.
أيضًا لم يدرك المسؤولون التنفيذيون في دوبونت الذين يقومون بتسويق النيلون باعتباره مادة ثورية من صنع الإنسان في البداية أن بعض المستهلكين شعروا بعدم الارتياح وعدم الثقة بل وحتى الخوف تجاه الأقمشة الاصطناعية.:126–128 قصة إخبارية ضارة بشكل خاص مستقاة من براءة الاختراع للبوليمر الجديد الخاصة بدوبونت في عام 1938 وهي تشير إلى أن إحدى طرق إنتاج النيلون قد تكون باستخدام الكادافيرين(بنتاميثيلين ديامين) وهي مادة كيميائية مستخرجة من الجثث. على الرغم من أن العلماء أكدوا أن الكادافيرين تم استخراجه أيضًا عن طريق تسخين الفحم إلا أن الجمهور غالبًا ما رفض الإصغاء إلى ما يقوله العلماء. واجهت امرأة أحد العلماء الرئيسيين في دوبونت ورفضت قبول أن الشائعات لم تكن صحيحة.::146–147
غيرت شركة دوبونت إستراتيجية حملتها مؤكدة أن النيلون مصنوع من «الفحم والهواء والماء» وبدأت بالتركيز على الجوانب الشخصية والجمالية للنيلون بدلاً من صفاته الجوهرية.:146–147 وهكذا تم تدجين النيلون :151–152 وتحول الانتباه إلى الجانب المادي والاستهلاكي للألياف بشعارات مثل «إذا كان نيلون فهو أجمل وأوه! كيف تجف بسرعة!».:2

### إنتاج أقمشة النيلون

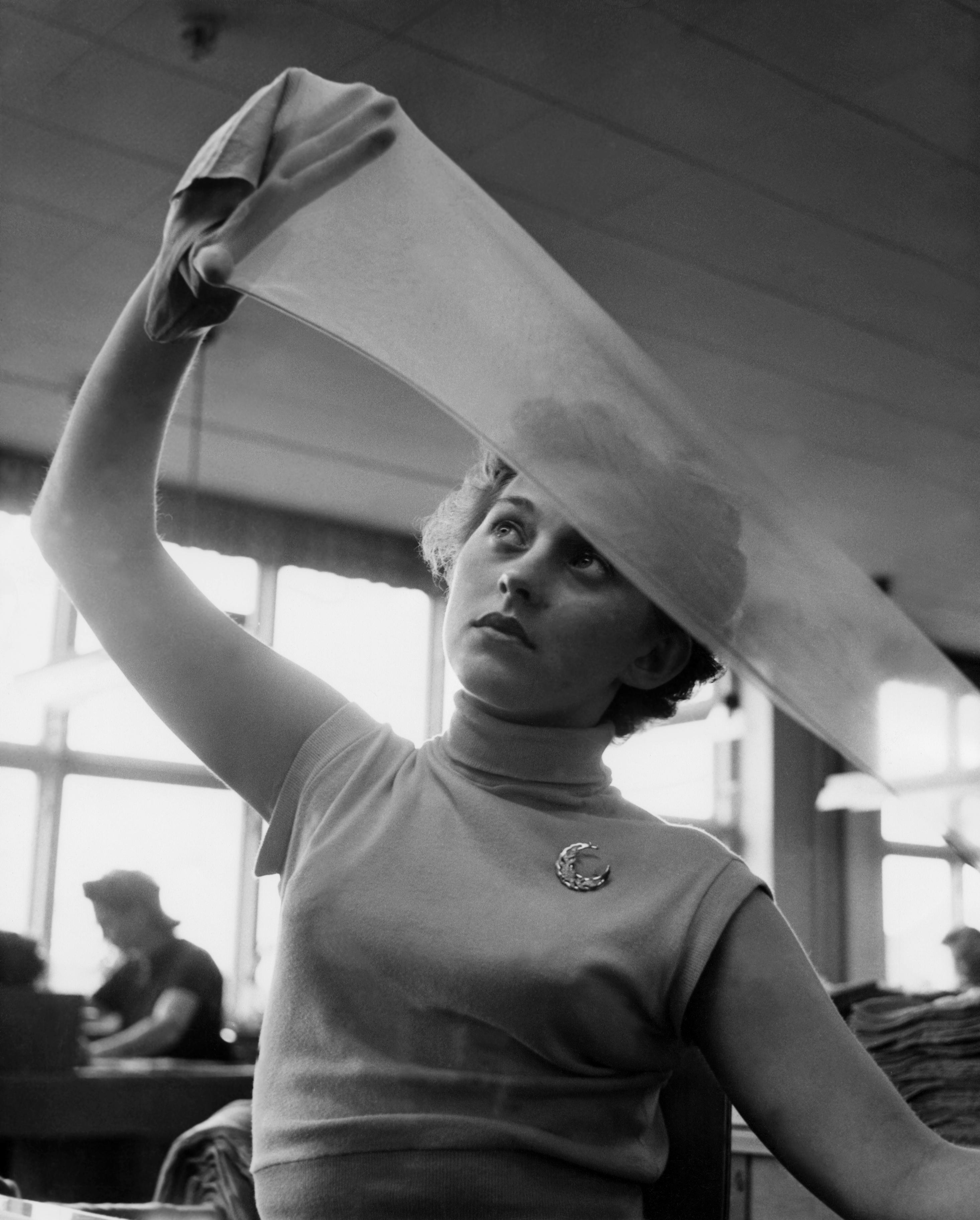
فحص جوارب النيلون في مالمو بالسويد عام 1954

بعد إطلاق النيلون في جميع أنحاء البلاد في عام 1940 تم زيادة الإنتاج. تم إنتاج 1300 طن من القماش المصنوع من النيلون خلال عام 1940.:100 خلال العام الأول لوجود جوارب النيلون في السوق تم بيع 64 مليون زوج منها.:101 في عام 1941 تم افتتاح مصنع ثانٍ في مارتينسفيل في فيرجينيا بسبب نجاح النسيج المصنوع من النيلون.

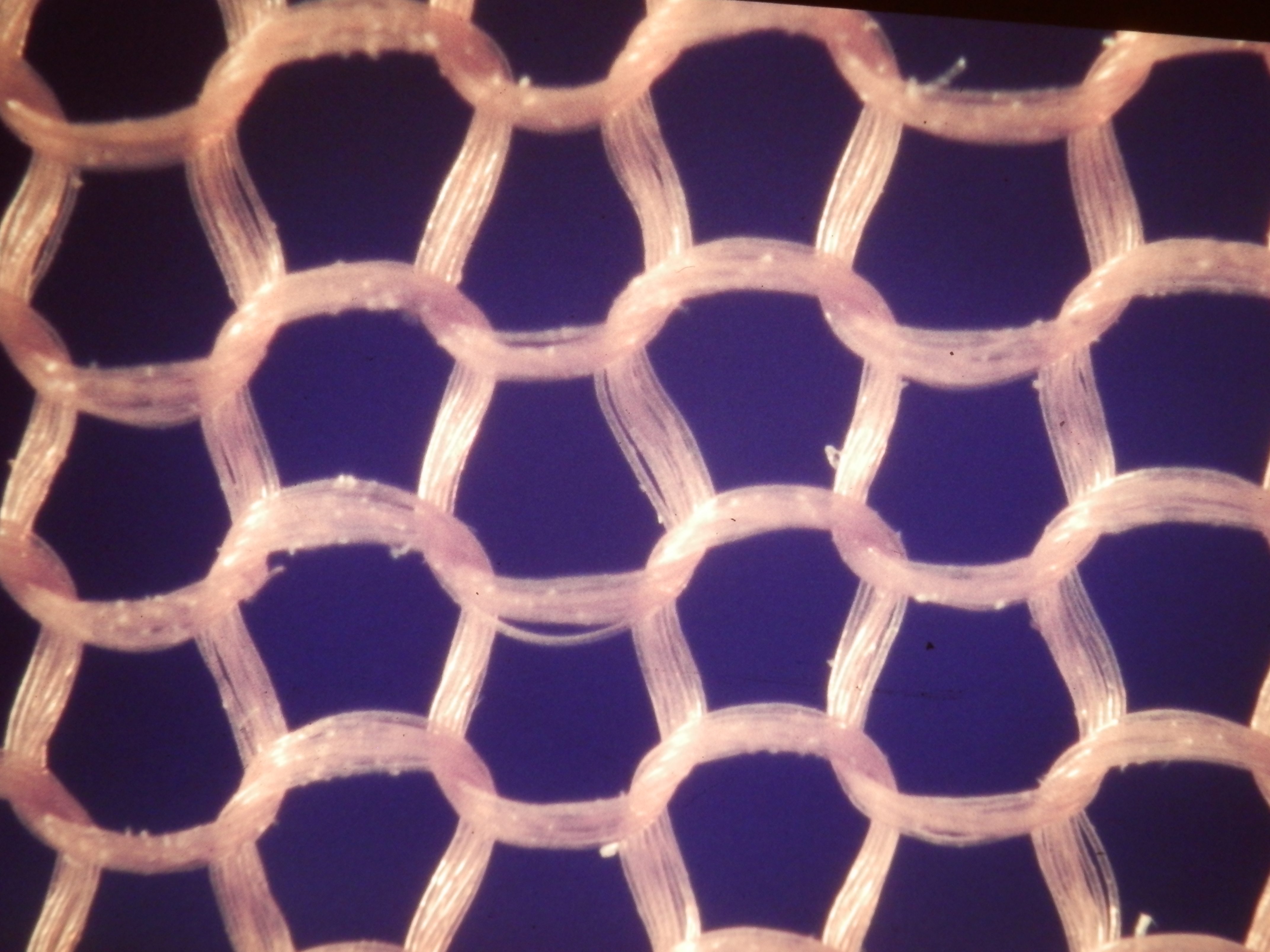
صورة مقرّبة ومكبرة لأقمشة النيلون المحبوكة المستخدمة في الجوارب

صورة لألياف النيلون باستخدام المجهر الإلكتروني الماسح

في الوقت الذي تم تسويق النيلون على أنه مادة متينة وغير قابلة للتدمير للناس تم بيع الجوارب المصنوعة من النيلون بما يقرب من ضعف سعر الجوارب المصنوعة من الحرير (4.27 دولارًا لكل رطل من النيلون مقابل 2.79 دولارًا لكل رطل من الحرير).:101 كانت مبيعات جوارب النيلون قوية جزئيًا بسبب التغيرات في الموضة النسائية. كما توضح لورين أولدز: «بحلول عام 1939 عادت [خطوط الهيملينز] إلى الركبة وأغلقت العقد تمامًا كما بدأ». كانت التنانير الأقصر مصحوبة بطلب على الجوارب التي توفر تغطية كاملة دون استخدام الأربطة لتثبيتها.
ومع ذلك اعتبارًا من 11 فبراير 1942 تم إعادة توجيه إنتاج النيلون من مادة استهلاكية إلى مادة يستخدمها الجيش. توقف إنتاج دوبونت لجوارب النيلون وغيرها من الملابس الداخلية واستخدمت معظم النيلون المصنع لصنع المظلات والخيام لاستخدامها في الحرب العالمية الثانية. على الرغم من إمكانية شراء جوارب النيلون المصنوعة بالفعل قبل الحرب إلا أنها كانت تباع بشكل عام في السوق السوداء مقابل 20 دولارًا.
بمجرد انتهاء الحرب كانت عودة النيلون منتظرة بترقب كبير. على الرغم من أن شركة دوبونت توقعت إنتاجًا سنويًا يبلغ 360 مليون زوج من الجوارب إلا أن هناك تأخيرات في العودة إلى الإنتاج الاستهلاكي بدلاً من الإنتاج الحربي في زمن الحرب. في عام 1946 لم يكن من الممكن تلبية الطلب على جوارب النيلون مما أدى إلى أعمال شغب النيلون. في إحدى الحالات اصطف ما يقدر بنحو 40.000 شخص في بيتسبرغ لشراء 13000 زوج من النيلون. في غضون ذلك كانت النساء تقوم بتقطيع الخيام والمظلات المصنوعة من النيلون التي خلفتها الحرب لصنع البلوزات وفساتين الزفاف. بين نهاية الحرب وعام 1952 استخدم إنتاج الجوارب والملابس الداخلية ما مقداره 80٪ من النيلون في العالم. ركزت شركة دوبونت كثيرًا على تلبية طلب المجتمع المدني ووسعت إنتاجها باستمرار.

### إدخال خلائط النيلون
مع بيع الجوارب المصنوعة من النيلون الخالص في سوق أوسع أصبحت المشاكل واضحة. لقد وجد أن جوارب النيلون كانت هشة بمعنى أن الخيط غالبًا ما يميل إلى الانكماش بالطول مما يؤدي إلى تشكل «دروب» في الجوارب. :101 أفاد الناس أيضًا أن المنسوجات المصنوعة من النيلون الخالص قد تكون غير مريحة بسبب نقص امتصاص النيلون للعرق. إن الرطوبة بقيت داخل النسيج بالقرب من الجلد في ظل ظروف حارة أو رطبة بدلاً من أن تكون تتبخر بعيدا. يمكن أن يسبب نسيج النيلون أيضًا حكة ويميل إلى التشبث وأحيانًا تشكل الشرر نتيجة الشحنة الكهربائية الساكنة المتراكمة عن طريق الاحتكاك. أيضًا في ظل بعض الظروف يمكن أن تتحلل الجوارب  وتتحول إلى مكونات النيلون الأصلية من الهواء والفحم والماء. وفسر العلماء ذلك على أنه نتيجة لتلوث الهواء ونسبوه إلى الضباب الدخاني في لندن عام 1952 فضلاً عن رداءة نوعية الهواء في نيويورك ولوس أنجلوس.
كان الحل الذي تم العثور عليه لمشاكل نسيج النيلون الخالص هو مزج النيلون بألياف أو بوليمرات أخرى موجودة مثل القطن والبوليستر والياف لدنة. أدى ذلك إلى تطوير مجموعة واسعة من الأقمشة المخلوطة. احتفظت خلطات النيلون الجديدة بالخصائص المرغوبة للنيلون (المرونة والمتانة والقدرة على صباغتها) وحافظت على أسعار الملابس منخفضة ومعقولة. :2 اعتبارًا من عام 1950 التزمت وكالة نيويورك للمشتريات (بالإنجليزية: NYQMPA) التي طورت واختبرت المنسوجات للجيش والبحرية بتطوير مزيج من الصوف والنيلون. لم تكن الوحيدة التي قدمت مزيجًا من الألياف الطبيعية والاصطناعية. أشار مراسل المنسوجات الأمريكية إلى عام 1951 على أنه «عام مزج الألياف». تضمنت خلطات الأقمشة مزيجًا مثل «بونارا» (صوف - أرنب - نيلون) و «كاسمت» (صوف - نيلون - فرو). في بريطانيا في نوفمبر 1951 ركز الخطاب الافتتاحي للدورة 198 للجمعية الملكية لتشجيع الفنون والتصنيع والتجارة على مزج الألياف النسيجية المختلفة.
استهدف قسم تطوير الأقمشة في دوبونتبذكاء مصممي الأزياء الفرنسيين وزودهم بعينات من القماش. في عام 1955 عرض مصممين مثل كوكو شانيل وجين باتو وكريستيان ديور أثوابًا تم إنشاؤها باستخدام ألياف دوبونت، وتم التعاقد مع مصور الأزياء هورست ب. هورست لتوثيق استخدامهم لأقمشة دوبونت. نسبت مجلة أقمشة أمريكية (بالإنجليزية: American Fabrics) الفضل إلى عملية مزج الألياف النسيجية في خلق وتوفير «إمكانيات إبداعية وأفكار جديدة للأزياء التي لم يخطر ببال أحد حتى الآن».

## أصل الاسم
مرت شركة دوبونت بعملية مكثفة لإنشاء أسماء لمنتجها الجديد. :138–139 في عام 1940 صرح جون دبليو إيكلبيري من شركة دوبونت أن الأحرف «إن واي إل» (بالإنجليزية: nyl) كانت عشوائية وتم نسخ حرفي «أو إن» (بالإنجليزية: on) من لواحق ألياف أخرى مثل القطن وحرير الرايون. منشور لاحق بواسطة شركة دوبونت (السياق النصي في المجلد السابع، العدد 2، عام 1978) أن الاسم كان يُقصد به في الأصل أن يكون «نو - ران» (بالإنجليزية: No-Run) بمعنى «كشف» (بالإنجليزية: unravel)، ولكن تم تعديله لتجنب تقديم مثل هذا الادعاء غير المبرر. نظرًا لأن المنتجات لم تكن مقاومة للتشغيل حقًا فقد تم تبديل حروف العلة لإنتاج كلمة «نورون» (بالإنجليزية: nuron)، والتي تم تغييرها بعد ذلك إلى «نيلون» (بالإنجليزية: nilon) «لجعلها تبدو وكأنها منشط عصبي». من أجل الوضوح في النطق تم بعد ذلك تغيير حرف آي "i" إلى حرف واي "y" لتصبح الكلمة النهائية «نيلون» (بالإنجليزية: nylon).
توجد أسطورة حضرية مستمرة حتى الآن مفادها أن الاسم مشتق من «نيويورك» و «لندن» ومع ذلك لم تشارك أي منظمة في لندن في البحث عن النيلون وإنتاجه.

## شعبية النيلون على المدى الطويل
على الرغم من نقص النفط في السبعينيات استمر استهلاك المنسوجات المصنوعة من النيلون في النمو بنسبة 7.5 في المائة سنويًا بين الستينيات والثمانينيات. ومع ذلك انخفض الإنتاج الإجمالي للألياف الاصطناعية من 63٪ من إنتاج المنسوجات في العالم في عام 1965 إلى 45٪ من إنتاج المنسوجات العالمي في أوائل السبعينيات. تلاشت جاذبية التقنيات «الجديدة» وأصبح نسيج النيلون «عتيق الطراز في السبعينيات». أيضًا أصبح المستهلكون قلقين بشأن التكاليف البيئية طوال دورة الإنتاج: الحصول على المواد الخام (النفط) واستخدام الطاقة أثناء الإنتاج والنفايات الناتجة أثناء إنشاء الألياف والتخلص النهائي من نفايات المواد غير القابلة للتحلل. لم تهيمن الألياف الاصطناعية على السوق منذ الخمسينيات والستينيات. اعتبارًا من 2007 استمر النيلون في تمثيل حوالي 12٪ (8 مليون رطل) من إنتاج العالم من الألياف الاصطناعية. باعتبارها واحدة من أكبر عائلات البوليمرات الهندسية قُدِّر الطلب العالمي على راتنجات ومركبات النيلون بحوالي 20.5 مليار دولار أمريكي في عام 2013. من المتوقع أن يصل السوق إلى 30 مليار دولار أمريكي بحلول عام 2020 باتباع متوسط نمو سنوي يبلغ 5.5٪.
على الرغم من أن النيلون الخالص به عيوب كثيرة ونادرًا ما يستخدم الآن فقد أثرت مشتقاته بشكل كبير في المجتمع وساهمت فيه. من الاكتشافات العلمية المتعلقة بإنتاج البلاستيك والبلمرة إلى التأثير الاقتصادي خلال فترة الكساد وتغير أزياء النساء كان النيلون منتجًا ثوريًا. صُنع العلم القمري وهو أول علم يُزرع على القمر في لفتة رمزية للاحتفال من النيلون. تكلف العلم نفسه 5.50 دولارات ولكن كان يجب أن يكون له سارية علم مصممة خصيصًا مع شريط أفقي بحيث يبدو أنه «يرفرف».
يصف أحد المؤرخين النيلون بأنه «موضوع رغبة» حيث قارن الاختراع بشركة كوكا - كولا (بالإنجليزية: Coca-Cola) في نظر مستهلكي القرن العشرين.

## الكيمياء
إن النيلون عبارة عن بوليمرات تكثيف أو بوليمرات مشتركة تتشكل عن طريق تفاعل مونومرات مختلفة تحتوي على أجزاء متساوية من الأمين وحمض الكربوكسيل بحيث يتم تشكيل الأميدات عند طرفي كل مونومر في عملية مماثلة للبوليمرات الحيوية متعددة الببتيد. يصنع معظم النيلون من تفاعل حمض ثنائي الكاربوكسيل مع ثنائي أمين (على سبيل المثال PA66) أو لاكتام أو حمض أميني مع نفسه (على سبيل المثال PA6). في الحالة الأولى تتكون «وحدة التكرار» من واحد من كل مونومر بحيث تتناوب في السلسلة على غرار ما يسمى ببنية ABAB للبوليستر والبولي يوريثان. نظرًا لأن كل مونومر في هذا البوليمر المشترك له نفس المجموعة التفاعلية على كلا الطرفين فإن اتجاه رابطة الأميد ينعكس بين كل مونومر على عكس بروتينات البولي أميد الطبيعية التي لها اتجاه عام: من النهاية الكاربوكسيلية (بالإنجليزية: C terminal) إلى النهاية الأمينية (بالإنجليزية: N terminal). في الحالة الثانية تكون البنية مشابهة لما يسمى ببنية AA تتوافق وحدة التكرار مع المونومر الفردي.:45–50

### التسمية
في الاستخدام الشائع يتم استخدام البادئة «بي إيه» (بالإنجليزية: PA) والتي تعني «بولي أميد» أو الاسم «نيلون» بالتبادل وتكون مكافئة في المعنى.
تم وضع التسمية المستخدمة لبوليمرات النيلون أثناء تخليق أول نيلون أليفاتي (بالإنجليزية: simple aliphatic nylons) بسيط ويستخدم أرقامًا لوصف عدد الكربون في كل وحدة مونومر بما في ذلك ذرة الكربون (ذرات الكربون) الخاصة بحمض (أحماض) الكربوكسيل. يتطلب الاستخدام اللاحق للمونومرات الحلقية والعطرية استخدام أحرف أو مجموعات من الحروف. رقم واحد بعد "PA" أو «نيلون» يشير إلى بوليمر متجانس أحادي أو يعتمد على حمض أميني واحد (ناقص H2O) كمونومر:
إن بولي أميد ستة (بالإنجليزية: PA 6) أو النيلون ستة (بالإنجليزية: Nylon 6) يتألف من البوليمير:
[NH−(CH2)5−CO]n
المصنوع من ابسيلون - كابرولاكتام (بالإنجليزية: ε-Caprolactam).
يشير رقمان أو مجموعتان من الأحرف إلى بوليمر متجانس ثنائي مكون من مونومرين إثنين: أحدهما ثنائي أمين والثاني حمض ثنائي الكربوكسيل. يشير الرقم الأول إلى عدد الكربون في ثنائي الأمين. يجب فصل الرقمين بفاصلة للتوضيح ولكن غالبًا ما يتم حذف الفاصلة.
إن بولي أميد ستة، عشر(بالإنجليزية: PA 6, 10) أو النيلون ستة، عشرة (بالإنجليزية: Nylon 6, 10) أو أيضا (بالإنجليزية: Nylon 610) يتألف من البوليمير:
[NH- (CH 2) 6 -NH-CO- (CH 2) 8 -co] n
المصنوع من سداسي الميثيلين ثنائي الأمين وحمض حمض السيباسيك.
بالنسبة للبوليمرات المشتركة يتم فصل الكومونومرات أو أزواج الكومونومرات بشرطة مائلة:
إن بولي أميد ستة / ستة وستون (بالإنجليزية: PA 6/66) يتألف من البوليميرات المشتركة:
[NH-(CH2)6−NH−CO−(CH2)4−CO] n −[NH −(CH2)5−CO]m
المصنوع من الكابرولاكتام وهيكساميثيلينديامين وحمض الأديبيك.
إن بولي أميد ستة وستون / ستة، عشرة (بالإنجليزية: PA 6/610) يتألف من البوليميرات المشتركة:
[NH−(CH2)6−NH−CO−(CH2)4−CO]n−[NH−(CH2)6−NH−CO−(CH2)8−CO]m
المصنوع من هيكساميثيلين ديامين وحمض الأديبيك وحمض السيباسيك.
يستخدم المصطلح بولي فثالاميد (بالإنجليزية: polyphthalamide (abbreviated to PPA)) عندما تتكون 60٪ أو أكثر من مولات جزء حمض الكربوكسيل من وحدة التكرار في سلسلة البوليمر من مزيج من حمض التيريفثاليك (بالإنجليزية: TPA) وحمض أيزوفثاليك (بالإنجليزية: IPA).

### أنواع النيلون

#### النيلون 66
حصل والاس كاروثرز في دوبونت على براءة اختراع من النيلون باستخدام الأميدات. في حالة النيلون التي تنطوي على تفاعل ثنائي أمين وحمض ثنائي الكربوكسيل من الصعب الحصول على النسب الصحيحة تمامًا ويمكن أن تؤدي الانحرافات إلى إنهاء السلسلة عند أوزان جزيئية أقل من وزن 10000 دالتون (وحدة كتل ذرية) المرغوب فيها. للتغلب على هذه المشكلة يمكن تكوين «ملح نيلون» متبلور صلب في درجة حرارة الغرفة باستخدام نسبة 1: 1 من الحمض والقاعدة لتحييد بعضهما البعض. تتم بلورة الملح لتنقيته والحصول على القياس المتكافئ الدقيق المطلوب. يسخن إلى 285 درجة مئوية (545 درجة فهرنهايت) حيث يتفاعل عندها الملح لتشكيل بوليمر النيلون مع إنتاج الماء.

#### النيلون 6
تم تطوير المسار الاصطناعي باستخدام اللاكتام (الأميدات الحلقية) بواسطة باول شلاك في شركة إي غه فاربن مما أدى إلى استخدام النيلون 6 أو البولي كابرولاكتام - المتكون من عملية بلمرة فتح الحلقة. يتم كسر رابطة الببتيد داخل البولي الكابرولاكتام مع دمج المجموعات النشطة المكشوفة على كل جانب في رابطتين جديدتين حيث يصبح المونومر جزءًا من العمود الفقري للبوليمر.
إن درجة حرارة 428 درجة فهرنهايت (220 درجة مئوية) والتي هي نقطة انصهار النيلون 6 هي أقل من درجة الحرارة 509 درجة فهرنهايت (265 °C) والتي هي نقطة انصهار النيلون 66.

#### النيلون 510
إن النيلون 510 المصنوع من البنتاميثيلين ثنائي الأمين وحمض السيباسيك قد تمت دراسته بواسطة كاروثرز حتى قبل النيلون 66 وله خصائص فائقة لكن صنعه أغلى. تمشيا مع اصطلاح التسمية فإن هذا «النيلون 6,12» أو«البولي أميد 612» هو عبارة عن بوليمر مشترك من 6C ثنائي الأمين و12C ثنائي الحمض. وبالمثل بالنسبة للبولي أميد 510 والبولي أميد 611 والبولي أميد 1012 إلخ. تشتمل النيلونات الأخرى على منتجات حمض الكربوكسيل / ثنائي البلمرة المشترك التي لا تعتمد على المونومرات المذكورة أعلاه. على سبيل المثال يتم بلمرة بعض النيلون العطري بالكامل (المعروف باسم «الأراميد») مع إضافة أحماض مثل حمض التيريفثاليك (← كيفلار، توارون) أو حمض أيزوفثاليك (← نومكس)، وهو الشكل المترافق بشكل أكثر شيوعًا مع البوليستر. توجد بولي أميد مشترك 66/6 وبولي أميد مشترك 66/6/12 وبولي أميدات مشتركة أخرى. بشكل عام تعد البوليمرات الخطية هي الأكثر فائدة ولكن من الممكن إدخال فروع في النيلون عن طريق تكثيف الأحماض ثنائية الكربوكسيل مع بولي أمينات تحتوي على ثلاث مجموعات أمينية أو أكثر.
إن التفاعل العام هو:
يتم إطلاق جزيئين من الماء ويتكون النيلون. يتم تحديد خصائص النيلون بواسطة مجموعات أر (بالإنجليزية: R) وأر فتحة (بالإنجليزية: R') في المونومرات. في النيلون 6,6 يكون أر = 4C وأر فتحة = 6C من الألكانات، ولكن يتعين على المرء أيضًا تضمين كربوني الكربوكسيل في ثنائي الحمض للحصول على الرقم الذي يتبرع به للسلسلة. في الكيفلار يكون كلا من أر وأر فتحة عبارة عن حلقات بنزين.
عادة ما يتم التخليق الصناعي عن طريق تسخين الأحماض أو الأمينات أو اللاكتام لإزالة الماء ولكن في المختبر يمكن أن يتم بتفاعل الكلوريدات ثنائية الحمض مع ثنائي الأمين. على سبيل المثال عرض شائع للبلمرة البينية («خدعة حبل النيلون») هو تخليق النيلون 66 من كلوريد الأديبويل وهكساميثيلين ثنائي .

#### النيلون 1.6
يمكن أيضًا تصنيع النيلون من ثنائي النتريلات باستخدام التحفيز الحمضي. على سبيل المثال هذه الطريقة قابلة للتطبيق لتحضير النيلون 1,6 من أديبونيتريل وفورمالديهايد وماء. بالإضافة إلى ذلك يمكن تصنيع النيلون من الديولات والديولتريل باستخدام هذه الطريقة أيضًا.

### المونومرات
يتم تصنيع مونومرات النيلون من خلال مجموعة متنوعة من الطرق تبدأ في معظم الحالات من النفط الخام ولكن في بعض الأحيان من الكتلة الحيوية. إن تلك المونومرات الموجودة في الإنتاج الحالي موصوفة أدناه.

#### الأحماض الأمينية واللاكتام
- ابسيلون - كابرولاكتام: زيت خام ← بنزين ← سيكلوهكسان ← سيكلوهكسانون ← سيكلوهكسانون أوكسيم ← كابرولاكتام
- حمض 11-أمينونديكانويك: زيت الخروع ← حمض الرايسينوليك ← ميثيلريسينولات ← ميثيل -11-أونديسينوات ← حمض أونديسينويك ← حمض 11-أونديسينويك ← حمض 11-برومونديكانويك ← 11-حمض أمينوانديكانويك [59]
- لورولاكتام : بوتادين ← سيكلوديكاترين ← سيكلوديكانون ← سيكلوديكانون ← سيكلودوديكانون أوكسيم ← لورولاكتام

#### ثنائي الحمض
- حمض الأديبيك: زيت خام ← بنزين ← سيكلوهكسان ← سيكلوهكسانون + سيكلوهكسانول ← حمض أديبيك
- حمض سيباسك (حمض ديكانيديويك): زيت الخروع ← حمض الريسينوليك ← حمض السيباسيك
- حمض الدوديكانديويك: بوتادين ← سيلوكلوديكاترين ← حلقي دوديكان ← (أكسدة) ← حمض دوديكانديويك
- حمض التيريفثاليك: زيت خام ← بارا- زيلين ← حمض تريفثاليك
- حمض أيزوفثاليك: زيت خام ← ميتا-زيلين ← حمض أيزوفثاليك

#### ثنائي الأمين
يمكن استخدام مكونات ثنائي أمين مختلفة والتي يتم اشتقاقها من مجموعة متنوعة من المصادر. معظمها بتروكيماويات ولكن يجري أيضًا تطوير مواد ذات أساس حيوي.
- رباعي الميثيلين ديامين (بوتريسين): زيت خام ← بروبيلين ← أكريلونيتريل ← سكسينونتريل ← رباعي إيثيلين ديامين
- هيكساميثيلين ديامين (بالإنجليزية: HMD): زيت خام ← بوتادين ← أديبونيتريل ← هيكساميثيلين ديامين
- 1.9-ديامينونونان: الزيت الخام ← بوتادين ← 7-أوكتين -1-آل ← 1.9-نونديال ← 1.9-ديامينونونان [60]
- 2-ميثيل بنتاميثيلين ديامين: منتج ثانوي لإنتاج هيكساميثيلين ديامين
- ثلاثي ميثيل هيكساميثيلين ديامين (بالإنجليزية: TMD):: نفط خام ← بروبيلين ← أسيتون ← أيزوفورون ← ثلاثي ميثيل هيكساميثيلين ديامين
- ميتا-زيليلين دي أميد (بالإنجليزية: MXD): النفط الخام ← ميتا-زيلين ← حمض إيزوفتاليك ← حمض إيزوفثالونتريل ← ميتا-زيليلين دي أميد [61]
- 5,1-بنتانديامين (كادافيرين) (بالإنجليزية: PMD): النشا (مثل الكسافا) ← الجلوكوز ← ليسين ← 5,1-بنتانيديامين.[62]

### البوليمرات
نظرًا للعدد الكبير من ثنائي الأمين وثنائي الحمض والأحماض أمينية يمكن تصنيعها فقد تم تصنيع العديد من بوليمرات النيلون تجريبيًا وتميزت بدرجات متفاوتة. إن عدد أقل منها تم توسيع نطاقها وعرضها تجاريًا وهذه البوليمرات مفصلة أدناه.

#### البوليمرات المتجانسة
إن نيلون البوليمرات المتجانس مشتق من مونومر واحد
| أحادي المعدن            | بوليمر |
| ----------------------- | ------ |
| كابرولاكتام             | 6      |
| 11- حمض أمينوندكانويك   | 11     |
| حمض أوميغا - أمينولوريك | 12     |

أمثلة على هذه البوليمرات المتوفرة تجاريًا أو كانت متوفرة
- البولي أميد 6 لانكسيس دوريثان بي [63]
- البولي أميد 11 أركيما ريلسان [64]
- البولي أميد 12 إيفونيك فيستاميد إل [65]

إن البولي أميدات المتجانسة مشتقة من أزواج من ثنائي أمين وثنائي حمض (أو مشتقات ثنائي الحمض). إن البوليمرات الموضحة في الجدول أدناه عبارة عن بوليمرات معروضة أو تم تقديمها تجاريًا إما كبوليمرات متجانسة أو كجزء من بوليمر مشترك.
|                    | 4,1 - ديامينو  البيوتان | 5,1 - ديامينو  البنتان | 5,1-بنتانديامين MPMD | هيكساميثيلين ديامين HMD | ميتا-زيليلين دي أميد MXD | نوناني  ديامين | ديكان  ديامين | دوديكان  ديامين | بيس (بارا-أمينو-سيكلوهيكسيل)-ميتان | تريميثيل-هيكساميثيلين-ديامين |
| ------------------ | ----------------------- | ---------------------- | -------------------- | ----------------------- | ------------------------ | -------------- | ------------- | --------------- | ---------------------------------- | ---------------------------- |
| حمض الأديبيك       | 46                      |                        | D6                   | 66                      | MXD6                     |                |               |                 |                                    |                              |
| حمض سيباسك         | 410                     | 510                    |                      | 610                     |                          |                | 1010          |                 |                                    |                              |
| حمض الدوديكانيدويك |                         |                        |                      | 612                     |                          |                |               | 1212            | PACM12                             |                              |
| حمض التريفثاليك    | 4T                      |                        | DT                   | 6T                      |                          | 9T             | 10T           | 12T             |                                    | TMDT                         |
| حمض الإيزوفثاليك   |                         |                        | DI                   | 6I                      |                          |                |               |                 |                                    |                              |

أمثلة على هذه البوليمرات المتوفرة تجاريًا حاليا أو كانت متوفرة في الماضي
- بولي أميد 46 دي اس ام ستانيل [66]
- بولي أميد 410 دي اس ام إيكوباكس [67]
- بولي أميد 4Tـ دي اس ام رباعي تي إي إي [68]
- بولي أميد 66 دوبونت زيتيل [69]

#### البوليمرات المشتركة
من السهل صنع خليط من المونومرات أو مجموعات المونومرات المستخدمة في صنع النيلون للحصول على البوليمرات المشتركة. هذا يقلل من التبلور وبالتالي يمكن أن يخفض نقطة الانصهار.
إن بعض البوليمرات المشتركة التي كانت متوفرة تجاريًا في السابق أو متوفرة حاليا مدرجة أدناه:
- البولي أميد 6 / 66 دوبونت زيتيل[70]
- البولي أميد 6 / 6T بي إيه اس اف التراميد تي (البوليمر المشترك 6 / 6T)
- البولي أميد 6T / 6I دوبونت سيلار بولي أميد [71]
- البولي أميد 66 / 6T دوبونت زيتيل اتش تي إن [72]
- البولي أميد 12 / ماكمي إي ام اس غريلاميد تي أر [73]

#### المزيجات
معظم بوليمرات النيلون قابلة للامتزاج مع بعضها البعض مما يسمح بصنع مجموعة من المزيجات. يمكن أن يتفاعل البوليمران مع بعضهما البعض عن طريق التحويل لتشكيل بوليمرات مشتركة عشوائية.
وفقًا لتبلورها يمكن أن تكون مادة البولي أميد:
- شبه بلوري:
  - التبلور العالي: البولي أميد 46 والبولي أميد 66
  - تبلور منخفض: البولي أميد ام اكس دي 6 مصنوع من ميتا-زيليلينديامين وحمض الأديبيك
- غير متبلور: البولي أميد 6 آي المصنوع من هيكاميتيلينديامين وحمض إيزوفثاليك.

وفقًا لهذا التصنيف فإن البولي أميد 66 على سبيل المثال هو عبارة عن بولي أميد متماثل أليفاتي شبه بلوري.

### التحلل المائي والتدرك
جميع النيلون عرضة للتحلل المائي خاصة عن طريق الأحماض القوية وهو تفاعل يحدث بشكل أساسي عكس التفاعل الاصطناعي الموضح أعلاه. ينخفضالوزن الجزيئي لمنتجات النيلون بشكل كبير وتتشكل الشقوق بسرعة في المناطق المصابة. تتأثر الأعضاء السفلية من النيلون (مثل النيلون 6) أكثر من الأعضاء الأعلى مثل النيلون 12. إن هذا الأمر يعني أنه لا يمكن استخدام أجزاء النيلون عند ملامستها لحمض الكبريتيك على سبيل المثال مثل الشوارد المستخدمة في بطاريات الرصاص الحمضية.
عند تشكيل النيلون جب تجفيفه لمنع التحلل المائي في برميل آلة التشكيل لأن الماء عند درجات حرارة عالية يمكن أن يؤدي أيضًا إلى تدرك البوليمر. إن التفاعل يكون حسب نوع النيلون.

## التأثير البيئي والحرق وإعادة التدوير
يحسب بيرنرز-لي متوسط انبعاثات النيلون في صناعة السجاد من غازات الاحتباس الحراري بمعدل 5.43 كغ من غاز ثاني أكسيد الكربون CO 2 لكل واحد كيلو غرام من السجاد عندما أنتجت في أوروبا. وهذا يعطيها نفس البصمة الكربونية مثل الصوف ولكن بمتانة أكبر وبالتالي بصمة كربونية أقل.
تشير البيانات التي نشرتها شركة بلاستك أوروبا (بالإنجليزية: PlasticsEurope) إلى أن انبعاثات النيلون 66 لغازات الاحتباس الحراري تبلغ ما يعادل 6.4 كغ من غاز ثاني أكسيد الكربون CO 2 للكيلوغرام الواحد من مادة النيلون 66 واستهلاك الطاقة يعادل 138 كيلو جول / للكيلوغرام الواحد من مادة النيلون 66. عند النظر في التأثير البيئي للنيلون من المهم مراعاة مرحلة الاستخدام. وعلى وجه الخصوص عند الأخذ بعين الاعتبار إن النيلون جعل السيارات خفيفة الوزن وبالتالي ساهم النيلون في تحقيق وفورات كبيرة في استهلاك الوقود وانبعاثات غاز ثاني أكسيد الكربون CO 2.
تتحطم أنواع النيلون المختلفة في النار وتشكل دخانًا خطيرًا وأبخرة سامة أو رمادًا وتحتوي عادةً على سيانيد الهيدروجين. عادة ما يكون حرق النيلون لاستعادة الطاقة العالية المستخدمة في إنشائها مكلفًا لذلك تصل معظم نفايات النيلون إلى مقالب القمامة وتتحلل ببطء.  ويستغرق نسيج النيلون المهمل فترة تمتد من 30 إلى 40 سنة حتى يتحلل. النيلون عبارة عن بوليمر قوي ويمكن إعادة تدويره جيدًا. يتم إعادة تدوير الكثير من راتينج النيلون مباشرة في حلقة مغلقة في آلة التشكيل بالحقن عن طريق طحن الراتينج وحصائر نفايات النيلون وخلطها مع الحبيبات البكر التي تستهلكها آلة إعادة التشكيل.
يمكن إعادة تدوير النيلون ولكن القليل من الشركات تفعل ذلك وقد أثبتت شركة أكوافيل (بالإنجليزية: Aquafil) إمكانية إعادة تدوير شباك الصيد المفقودة في المحيط إلى ملابس فاندن (بالإنجليزية: apparel Vanden) بتدوير النيلون والبولي أميدات الأخرى وتمتلك هذه الشركة عمليات نشطة في كل من المملكة المتحدة وأستراليا وهونغ كونغ والإمارات العربية المتحدة وتركيا وفنلندا.

## خصائص الحجم السائب
إن اللدائن الحرارية مثل النيلون تكون عند وجودها فوق درجات حرارة الانصهار الخاصة بها (بالإنجليزية: T m) عبارة عن مواد صلبة غير متبلورة أو سوائل لزجة تتقارب فيها السلاسل بشكل لفائف عشوائية.بالمقابل أن هذه اللدائن الحرارية تحت درجات حرارة الانصهار الخاصة بها تتواجد بشكل تتناوب فيه المناطق غير المتبلورة مع المناطق التي تكون فيه بشكل بلورات رقائقية. تساهم المناطق غير المتبلورة بالمرونة وتساهم المناطق البلورية بالقوة والصلابة. إن مجموعات الأميد المستوية (-CO-NH-) قطبية للغاية لذلك يشكل النيلون روابط هيدروجينية متعددة بين الخيوط المجاورة. نظرًا لأن العمود الفقري للنيلون منتظم جدًا ومتناسق خاصةً إذا كانت جميع روابط الأميد في تصاوغ هندسي فغالبًا ما يكون للنيلون تبلور عالي ويصنع أليافًا ممتازة. تعتمد كمية التبلور على تفاصيل التكوين وكذلك على نوع النيلون.

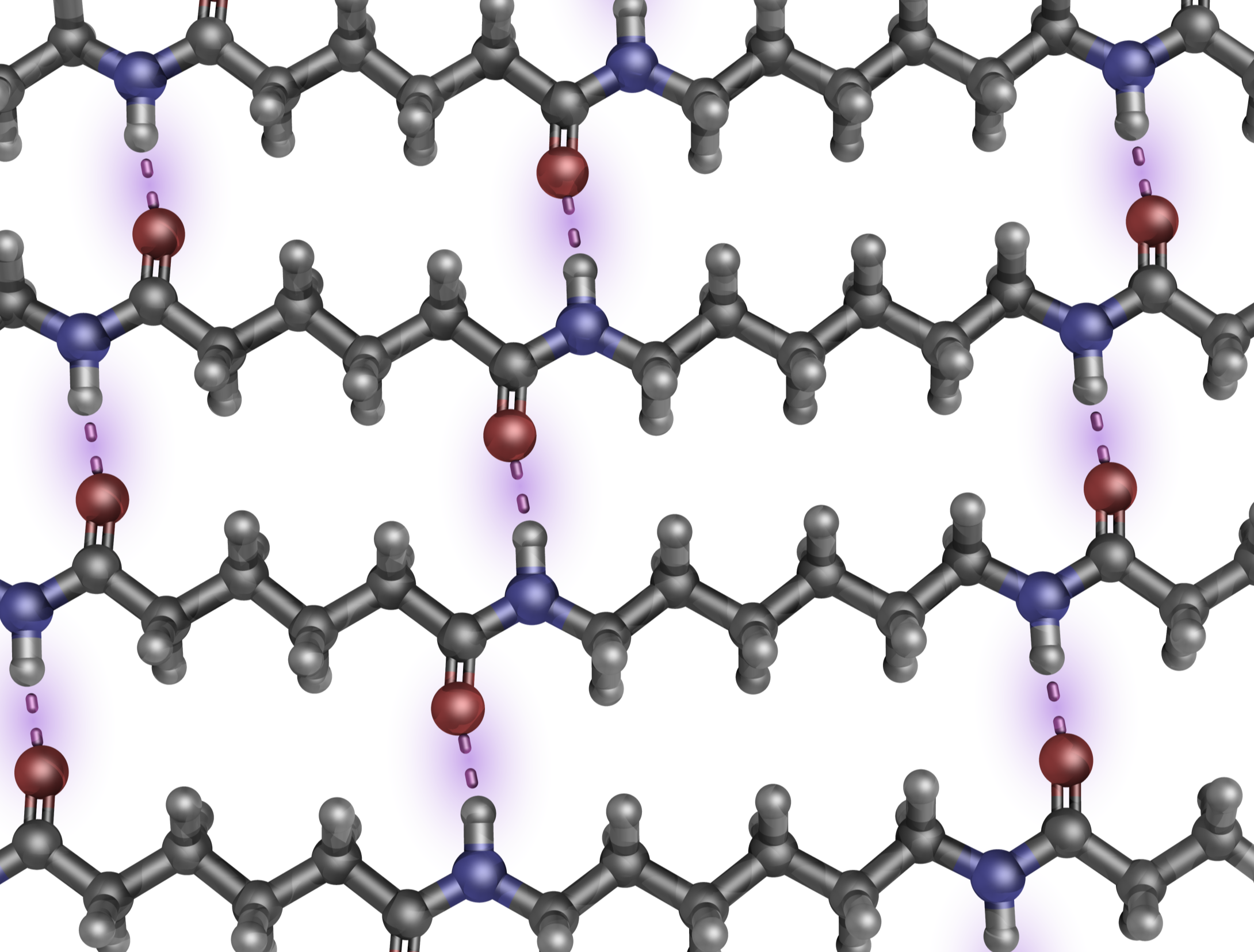
الرابطة الهيدروجينية في النيلون 6،6 (موضحة في اللون البنفسجي).

إن النيلون 66 يمكن أن يكون لديه عدة خيوط متوازية متراصفة مع الروابط الببتيدية المجاورة لها في بفواصل متناسقة وبالضبط الكربون 4 والكربون 6 وذلك على طول مسافات طويلة وبالتالي فإن ذرات الأكسجين التابعة للكربونيل وذرات الهيدروجين التابعة للأميد يمكن أن تصطف على شكل روابط هيدروجينية بين السلاسل بشكل متكرر دون انقطاع (انظر الشكل المعاكس). إن النيلون 510 يمكن أن يكون له عمليات تشغيل منسقة لذرة الكربون 5 وذرة الكربون 8. بالتالي يمكن للخيوط المتوازية (ولكن ليست المضادة للتوازي) أن تشارك في صفائح ممتدة وغير مكسورة ومتعددة السلاسل مطوية وهي بنية جزيئية قوية ومتينة مماثلة لتلك الموجودة في ألياف الحرير الطبيعي وبيتا-كيراتين في الريش. (تحتوي البروتينات فقط على حمض أميني ألفا-كربون يفصل مجموعات -CO-NH- المتسلسلة). إن النيلون 6 يشكل صفائح غير متقطعة مرتبطة بروابط هيدروجينية مع اتجاهات مختلطة لكن تجعد الصفيحة بينا (بالإنجليزية: β-sheet wrinkling) مختلف بعض الشيء. يعتمد التوضع ثلاثي الأبعاد لكل سلسلة هيدروكربونية ألكانية على الدوران حوالي 109.47° حول الروابط الرباعية السطوح لذرات الكربون المترابطة بشكل منفرد.
عندما تنبثق سلاسل البوليمر الفردية إلى ألياف عبر المسام في مغزل الصناعة فإنها تميل إلى التراصف بسبب التدفق اللزج. إذا تعرضت للسحب البارد بعد ذلك فإن الألياف تتراصف أكثر مما يزيد من تبلورها وتكتسب المادة قوة مقاومة شد إضافية. من الناحية العملية غالبًا ما يتم سحب ألياف النيلون باستخدام مدورات مسخنة تدور بسرعات عالية.
تميل كتلة النيلون إلى أن تكون أقل بلورية باستثناء المناطق المتوضعة بالقرب من الأسطح بسبب إجهاد القص (بالإنجليزية: shearing stresses) أثناء التكوين. إن النيلون شفاف وعديم اللون أو حليبي ولكن يمكن صبغه بسهولة. إن حبال وجدائل النيلون متعددة الخيوط تكون زلقة في طبيعتها وتميل إلى حل خيوطها (بالإنجليزية: unravel). يمكن صهر الأطراف ودمجها مع بعضها البعض باستخدام مصدر حرارة مثل اللهب أو القطب لمنع ذلك الحل لخيوطها.
إن النيلون هو مادة استرطابية وسوف تمتص الرطوبة أو تستوعبها كوظيفة تابعة للرطوبة المحيطة. الاختلافات في محتوى الرطوبة لها تأثيرات عديدة على البوليمر. أولاً ستتغير الأبعاد الخاص بالبوليمر ولكن الأهم من ذلك أن الرطوبة تعمل كملدنات وتخفض درجة حرارة التحول إلى زجاج (بالإنجليزية: Tg) وبالتالي تخفض معامل المرونة عند درجات حرارة أقل من درجة حرارة التحول إلى زجاج (بالإنجليزية: Tg).
عندما يجف البولي أميد يشكل عازل كهربائي جيد. ومع ذلك فإن مادة البولي أميد هي مادة استرطابية ممتصة للرطوبة. سيؤدي امتصاص الماء إلى تغيير بعض خصائص المادة مثل مقاومتها الكهربائية. إن النيلون أقل امتصاصًا للماء من الصوف أو القطن.

### الخصائص
تشمل السمات المميزة للنيلون 6,6 ما يلي:
- يمكن ضبط الطيات والتجاعيد على درجات حرارة أعلى
- هيكل جزيئي أكثر إحكاما
- أفضل خصائص أفضل لما يتعل بالعوامل الجوية ومقاومة أفضل لأشعة الشمس
- ألين «يدا» (بالإنجليزية: Softer "Hand")
- نقطة انصهار عالية (256 درجة مئوية، 492.8 درجة فهرنهايت)
- ثبات ألوان فائق
- مقاومة ممتازة للتآكل
- تنوع في البريق: النيلون لديه القدرة على أن يكون لامعًا جدًا أو شبه لامع أو باهت.
- المتانة: تستخدم أليافها عالية الصلابة في أحزمة الأمان وأسلاك الإطارات والقماش الباليستي واستخدامات أخرى.
- استطالة عالية
- مقاومة ممتازة للتآكل
- عالية المرونة (أقمشة النيلون مضبوطة بالحرارة)
- مهدت الطريق لملابس سهلة العناية
- مقاومة عالية للحشرات والفطريات والحيوانات وكذلك العفونة والعفن الفطري والتعفن والعديد من المواد الكيميائية
- تستخدم في سجاد وجوارب النيلون
- يذوب بدلاً من الاحتراق
- تستخدم في العديد من التطبيقات العسكرية
- قوة محددة بشكل جيدة
- شفاف لضوء الأشعة تحت الحمراء (−12 ديسيبل)[85] [بحاجة لتوضيح]

#### القابلية للاشتعال
تميل ملابس النيلون إلى أن تكون أقل قابلية للاشتعال من القطن والحرير الصناعي ولكن ألياف النيلون قد تذوب وتلتصق بالجلد.

## استخدامات النيلون
تم استخدام النيلون تجاريًا لأول مرة في فرشاة أسنان مصنوعة من النيلون الخشن في عام 1938  وتبع ذلك شهرة كبيرة في صناعة الجوارب النسائية أو «جوارب النيلون» التي عُرضت في معرض نيويورك العالمي عام 1939 وتم بيعها لأول مرة تجاريًا في عام 1940. وازداد استخدامها بشكل كبير خلال الحرب العالمية الثانية عندما زادت الحاجة إلى الأقمشة بشكل كبير.

### ألياف نيلون

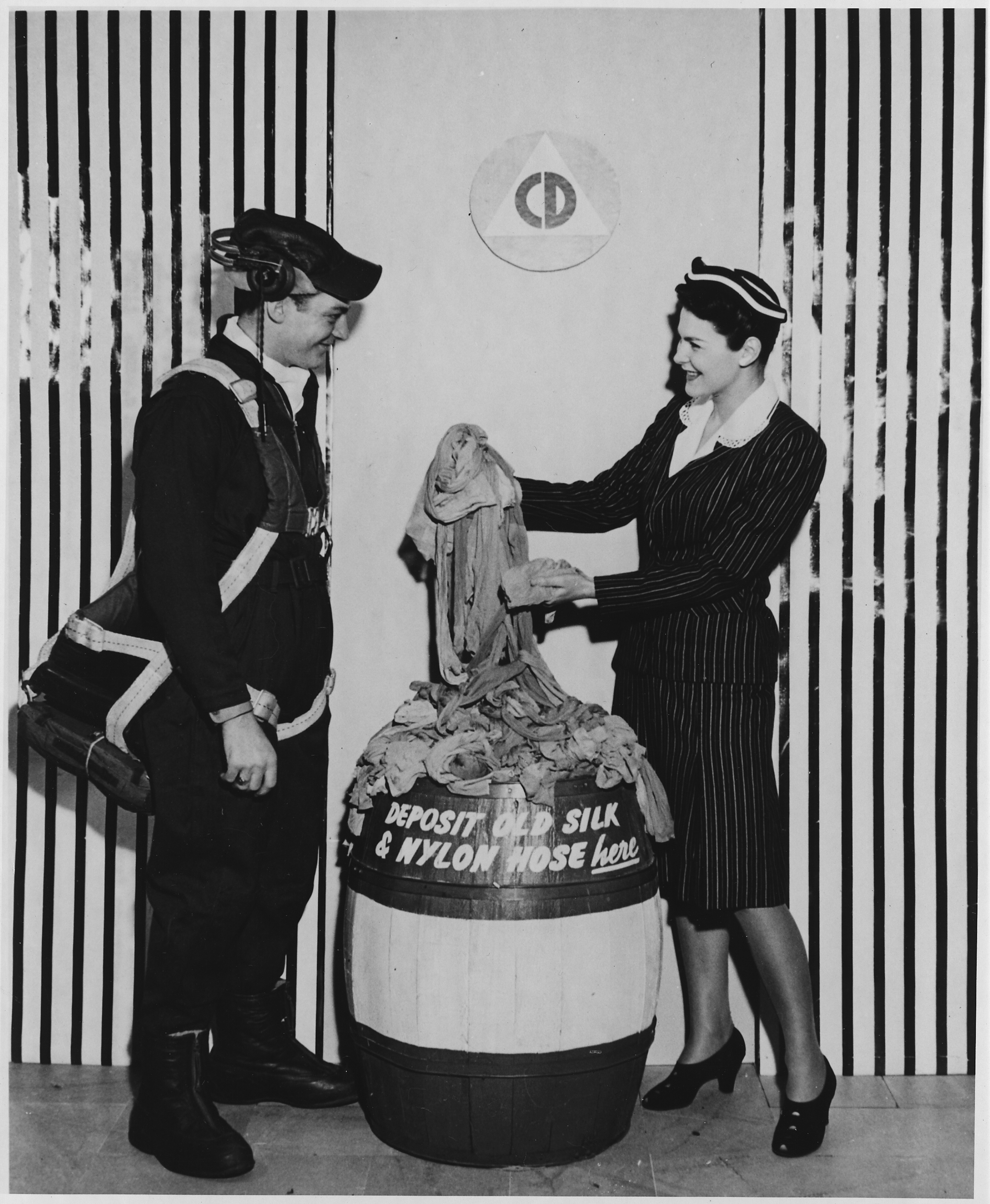
ستتم إعادة معالجة هذه الجوارب النيلون المهترئة وتحويلها إلى مظلات لطياري الجيش. الصورة حوالي عام 1942

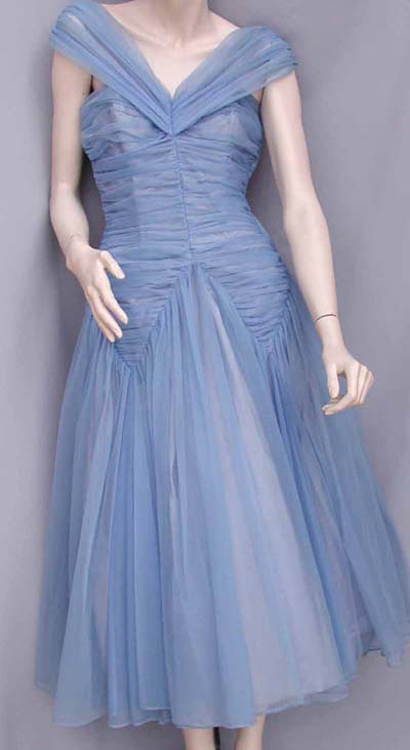
فستان حفلة من قماش النيلون الأزرق من تفصيل مصممة الأزياء إيما دومب مأخوذة من معهد تاريخ العلوم

عمل بيل بيتيندري ودوبونت وأفراد ومؤسسات آخرون بجد خلال الأشهر القليلة الأولى من الحرب العالمية الثانية لإيجاد طريقة لاستبدال الحرير الآسيوي والقنب المستخدمة في صناعة المظلات الخاصة بالجيش بالنيلون. كما تم استخدامه لصنع الإطارات والخيام والحبال والعباءات وغيرها من الإمدادات العسكرية. حتى أنه تم استخدامه في إنتاج ورق عالي الجودة للعملة الأمريكية. في بداية الحرب كان القطن يمثل أكثر من 80٪ من جميع الألياف المستخدمة والمصنعة وكانت ألياف الصوف تمثل كل الباقي تقريبًا. بحلول آب (أغسطس) 1945 حصلت الألياف المصنعة على حصة سوقية تبلغ 25٪ على حساب القطن. بعد الحرب بسبب نقص كل من الحرير والنيلون أعيد استخدام مادة المظلات المصنوعة من النيلون في بعض الأحيان لصنع الفساتين.
تستخدم ألياف النيلون 6 والنيلون 66 في صناعة السجاد.
النيلون هو أحد أنواع الألياف المستخدمة في سلك الإطارات. كان هيرمان إي شرودر رائدًا في استخدام النيلون في صناعة الإطارات.

### الخمائر والراتنجات
تستخدم راتنجات النيلون على نطاق واسع في صناعة السيارات خاصة في حجرة المحرك. :514
يتم استخدام النيلون المقولب في أمشاط الشعر والأجزاء الميكانيكية مثل براغي الماكينة والتروس والجوانات وغيرها من المكونات منخفضة إلى متوسطة الضغط التي سبق صبها في المعدن. تتم معالجة النيلون الهندسي عن طريق البثق والصب والقولبة بالحقن. إن النيلون 101 نوع 6,6 هو الفئة التجارية الأكثر شيوعًا للنيلون وإن النيلون 6 هو الفئة التجارية الأكثر شيوعًا للنيلون المصبوب. للاستخدام في أدوات مثل أدوات فصل المكونات البلاستيكية المعروفة باسم السبودجر (بالإنجليزية: spudgers) يتوفر النيلون في المتغيرات المملوءة بالزجاج والتي تزيد من القوة الهيكلية والتأثير والصلابة والمتغيرات المملوءة بثاني كبريتيد الموليبدينوم التي تزيد من قابلية التشحيم. يمكن استخدام النيلون في مادة المطرق في المواد المركبة مع ألياف تقوية مثل الزجاج أو ألياف الكربون؛ إن هذا المركب له كثافة أعلى من النيلون النقي. تُستخدم المواد المركبة اللدائينية الحرارية (الحاوية على ألياف زجاجية ضمنها بنسبة 25٪ إلى 30٪) بشكل متكرر في مكونات السيارة المجاورة للمحرك مثل مشعبات السحب حيث أن قدرتها المقاومة للحرارة الجيدة تجعل لهذه المواد منافسة معقولة مع المعادن.
تم استخدام النيلون في صنع مخازن بندقية ريمنجتون المصنوعة من النيلون 66. يتكون إطار مسدس جلوك (بالإنجليزية: Glock) الحديث من النيلون المركب.

### تغليف الطعام
تستخدم راتنجات النيلون كعنصر من مكونات أغشية تغليف المواد الغذائية حيث يلزم وجود حاجز أكسجين. تستخدم بعض التربوليمرات (بالإنجليزية: terpolymers) القائمة على النيلون يوميًا في التغليف. وقد استخدم النيلون في أغلفة اللحوم وأغلفة السجق. تجعل مقاومة النيلون لدرجات الحرارة العالية مفيدة للأكياس المستخدمة في فرن الطبخ.

### الشعيرات
تُستخدم خيوط النيلون بشكل أساسي في الفراشي وخاصةً في فراشي الأسنان وآلات قص الشعر. كما أنها تستخدم كخيوط أحادية في خيط صيد السمك. إن النيلون 610 و 612 هما البوليمرات الأكثر استخدامًا للخيوط الشعرية.
إن خصائص النيلون المتنوعة تجعله أيضا مفيدًا جدًا كمادة في التصنيع الإضافي (بالإنجليزية: additive manufacturing) وعلى وجه التحديد كخيط يستخدم في الطابعات ثلاثية الأبعاد التي تعمل بتقنية نمذجة الترسيب المنصهرة (بالإنجليزية: fused deposition modeling) لفئة المستهلكين العاديين والمهنيين المحترفين.

### أشكال أخرى

#### المظاهر المبثوقة
يمكن بثق راتنجات النيلون إلى قضبان وأنابيب وصفائح. :209

#### مسحوق الطلاء
تستخدم مساحيق النيلون لطلاء المعادن. إن النيلون 11 والنيلون 12 هما الأكثر استخدامًا في الطلاء. :53

#### أوتار الأدوات الموسيقية
في منتصف أربعينيات القرن الماضي شكى عازف الغيتار الكلاسيكي أندريس سيغوفيا وجود نقص الأوتار الجيدة الخاصة بالغيتار في الولايات المتحدة ولا سيما المفضلة لديه وهي أوتار بيراسترو المصنوعة من أمعاء الحيوانات (بالإنجليزية: Pirastro catgut strings) إلى عدد من الدبلوماسيين الأجانب في إحدى الحفلات بما في ذلك الجنرال ليندمان التابع للسفارة البريطانية. بعد شهر قدم الجنرال إلى سيغوفيا بعض خيوط النيلون التي حصل عليها عن طريق بعض أفراد عائلة دوبونت. وجد سيغوفيا أنه على الرغم من أن الأوتار تنتج صوتًا واضحًا إلا أنها تحتوي على جرس معدني باهت يأمل في التخلص منه.
تمت تجربة خيوط النيلون لأول مرة على خشبة المسرح من قبل أولغا كويلو (بالإنجليزية: Olga Coelho) في نيويورك في يناير 1944.
في عام 1946 تم تقديم سيغوفيا وصانع الأوتار ألبرت أوغسطين من قبل صديقهما المشترك فلاديمير بوبري محرر جيتار ريفيو (بالإنجليزية: Guitar Review). بناءً على اهتمام سيغوفيا وتجارب أوغسطين السابقة قرروا متابعة تطوير خيوط النيلون. وافقت شركة دوبونت في الفكرة على توفير النيلون إذا كان أوغسطين سيحاول تطوير وإنتاج الأوتار الفعلية. بعد ثلاث سنوات من التطوير أظهر أوغسطين أول وتر موسيقي مصنوع من النيلون والذي أثارت جودته إعجاب عازفي الجيتار بما في ذلك سيغوفيا بالإضافة إلى شركة دوبونت.
كانت الخيوط الخاصة بخياطة الجرح أكثر إشكالية من خيوط الأوتار الموسيقية. مع ذلك في النهاية وبعد تجربة أنواع مختلفة من المعادن وتقنيات التنعيم والتلميع تمكن أوغسطين أيضًا من إنتاج خيوط نيلون خاصة لخياطة الجروح عالية الجودة.

## روابط خارجية
- بولي أميد نيلون بلاستيك
- مجموعة جوزيف إكس لابوفسكي لصور نيلون ومجموعات رقمية من معهد تاريخ العلوم الزائلة. (عمليات مسح عالية الدقة للصور ذات الصلة بالنيلون والأفيميرا التي تم جمعها بواسطة جوزيف إكس لابوفسكي، مساعد مختبر والاس كاروثرز، خلال المراحل الأولى من تطوير النيلون وإنتاجه في دوبونت).